# Tomoharu Ushida
Tomoharu Ushida (japanisch: 牛田智大; geboren am 16. Oktober 1999 in Iwaki, Fukushima) ist ein japanischer Pianist.

## Leben
Ushida studierte am Moskauer Konservatorium bei Yuri Slesarev und Alexander Vershinin.
Im März 2012, im Alter von 12 Jahren, veröffentlichte er sein erstes Album bei Universal Music Japan. 2015 trat er mit dem Russischen Nationalorchester unter der Leitung von Mikhail Pletnev auf; und 2018 mit dem Warsaw National Philharmonic Orchestra unter der Leitung von Jacek Kaspszyk.
Außerdem komponierte und verantwortete er die Themenmusik für die „Liechtenstein“-Ausstellung im Tokyo National Art Center und führte sie 2012 in Anwesenheit von Prinz Naruhito auf.

## Auszeichnungen
- 2008- 9. Internationaler Frédéric-Chopin-Klavierwettbewerb in Asien – in der 1. und 2. Klasse der Grundschule – 1. Platz[7]
- 2009- 10. Internationaler Frédéric-Chopin-Klavierwettbewerb in Asien – Konzertkategorie A – 1. Platz (der jüngste in der Geschichte der Wettbewerbskategorie)
- 2010 – 11. Frédéric Chopin Internationaler Klavierwettbewerb in Asien – in der 3. und 4. Klasse der Grundschule – 1. Platz
- 2010 – 2. Wettbewerb für junge Pianisten – in der Kategorie C – 1. Platz
- 2011- 12. Frédéric Chopin International Piano Competition in Asia – Konzertkategorie B – 1 Platz (jüngster in der Geschichte der Wettbewerbskategorie)[8]
- 2012- 13. Frédéric Chopin International Piano Competition in Asia – Konzertkategorie C – 1 Platz (der jüngste in der Geschichte der Wettbewerbskategorie)
- 2012- 16. Hamamatsu Piano Academy International Competition – 1 Platz (jüngster in der Geschichte)[9]
- 2018- 10. Hamamatsu International Piano Competition, 2. Platz[10]
- 2018- 29. Idemitsu Musik Platz[11]

## Diskografie
| Titel                                  | Veröffentlichung   | Plattenfirma          |                       |
| -------------------------------------- | ------------------ | --------------------- | --------------------- |
| Liebesträume                           | 14. März 2012      | Universal Music Japan | UCCY-9012 / UCCY-1023 |
| Erinnerungen                           | 22. August 2012    | Universal Music Japan | UCCY-9015 / UCCY-1026 |
| Einsatz                                | 19. Juni 2013      | Universal Music Japan | UCCY-9018 / UCCY-1030 |
| Traumarei                              | 2. Juli 2014       | Universal Music Japan | UCCY-9019 / UCCY-1039 |
| Liebesfreude                           | 24. Juni 2015      | Universal Music Japan | UCCY-9024 / UCCY-1056 |
| Bilder einer Ausstellung               | 14. September 2016 | Universal Music Japan | UCCY-1069 /           |
| Chopin: Ballade Nr. 1 und 24 Präludien | 20. März 2019      | Universal Music Japan | UCCY-1096 /           |